# Petani (Mandau)
Petani is een bestuurslaag in het regentschap Bengkalis van de provincie Riau, Indonesië. Petani telt 15.194 inwoners (volkstelling 2010).